# تیفین (اوهایو)
تیفین(به انگلیسی: Tiffin) شهری در ایالت اوهایو کشور ایالات متحده آمریکا است که جمعیت آن در سرشماری سال ۲۰۱۰ میلادی، ۱۷٬۹۶۳ نفر بوده‌است.